# I SS Pantserkorps Leibstandarte
Het I SS Pantserkorps "Leibstandarte"  (Duits: Generalkommando I. SS Panzerkorps "Leibstandarte") was een Duits legerkorps van de Waffen-SS tijdens de Tweede Wereldoorlog. Het korps kwam in actie in Normandië, de Ardennen en in Hongarije/Oostenrijk.

## Krijgsgeschiedenis

### Oprichting
Het I SS Pantserkorps "Leibstandarte" werd opgericht op 27 juli 1943 in Berlin-Lichterfelde (staf). De korpstroepen werden opgericht op Kamp van Beverlo, de Schwere SS-Panzer-Abteilung 101 op Oefenterrein Mailly-le-Camp.

### Inzet
In augustus 1943 werd het korps naar Noord-Italië verplaatst naar Heeresgruppe B voor verdere oprichting. In december 1943 volgde verplaatsing naar Frankrijk, waar het korps onder bevel kwam van het OKW resp. OW West. Het korps was daar voorzien om het bevel op zich te gaan nemen over de 1. SS-Panzer-Division Leibstandarte-SS Adolf Hitler en de 12. SS-Panzer-Division Hitlerjugend. Dit werd echter niet geëffectueerd. Het hoofdkwartier lag in Brussel.

### Normandië
In april 1944 verplaatste het korps zich naar Septeuil, ten westen van Parijs. Na de geallieerde landingen in Normandië (Operatie Overlord), kwam het korps in actie in de Slag om Caen en voerde hier bittere gevechten met Britse en Canadese troepen. Op 12 juni 1944 beschikte het korps over de 716e Infanteriedivisie, de Panzer-Lehr-Division, de 12. SS-Panzer-Division Hitlerjugend en de 21e Pantserdivisie. In augustus raakte het korps in de Zak van Falaise verzeild en hielp die zo lang mogelijk open te houden om zoveel mogelijk Duitse troepen te laten ontsnappen. Daarna trok het korps terug naar de Duitse grens. Vervolgens werd het korps begin oktober 1944 van het front teruggetrokken en in Westfalen opgefrist.

### Slag in de Ardennen

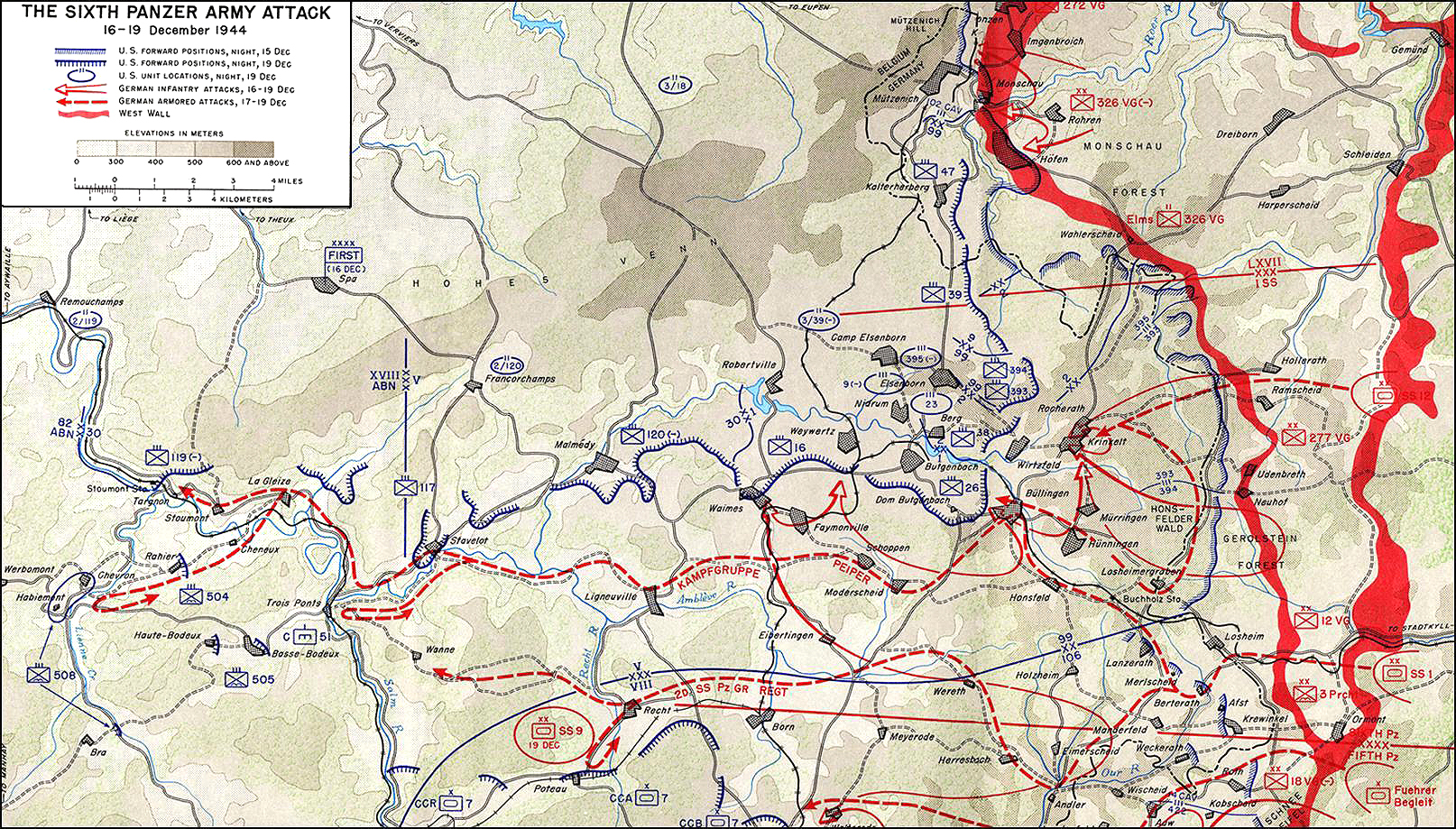
Kaart van de opmars van het korps in de 1e fase in de Ardennen

Begin december werd het korps naar de Eifel verplaatst, als voorbereiding op het Ardennen-offensief. Hier zou het korps, als onderdeel van het 6e Pantserleger, de spits vormen van de aanval. Het eerste doel waren de bruggen over de Maas. Voorop ging Kampfgruppe Peiper van de 1. SS-Panzer-Division Leibstandarte-SS Adolf Hitler. Het doel werd echter niet gehaald. Het korps beschikte op 24 december 1944 over de 12. SS-Panzer-Division Hitlerjugend, de 1. SS-Panzer-Division Leibstandarte-SS Adolf Hitler, de 12e en 277e Volksgrenadierdivisies en de 3e Parachutistendivisie. Vervolgens raakte het korps verwikkeld in langdurige zware gevechten, tot het korps begin januari 1945 uit het front gehaald werd. Na een korte opfris, werd het korps naar Hongarije verplaatst.

### Hongarije/Oostenrijk
Hier werd het korps ingezet in een van de laatste Duitse offensieve successen, Operatie Südwind. Deze liep van 17 tot en met 24 februari 1945. De Duitsers elimineerden het Sovjet bruggenhoofd op de westoever van de rivier de Garam ter voorbereiding van Operatie Frühlingserwachen en het korps was hier een essentieel onderdeel in het succes met de 1. SS-Panzer-Division Leibstandarte-SS Adolf Hitler en de 12. SS-Panzer-Division Hitlerjugend.
Van 6 tot 16 maart 1945 nam het korps deel aan het laatste grote Duitse offensief, Operatie Frühlingserwachen. In dit offensief beschikte het korps naast zijn twee standaard SS Pantserdivisies, over delen van de 25e Hongaarse Infanteriedivisie. In eerste instantie maakte het korps goede voortgang, maar door de toenemende Sovjet-weerstand en de modder, namen de verliezen toe en de opmarssnelheid af. Het offensief verzandde. Op 16 maart lanceerden de Sovjets hun tegenoffensief, het Weens Offensief. Het korps moest zich onder zware druk van het 6e Sovjet Gardepantserleger terugtrekken naar Neder-Oostenrijk. In de eerste helft van april 1945, terwijl de verdediging van Wenen in volle gang was, verdedigde het korps tussen Semmering en Sankt Pölten. Na een korte pauze in de gevechten volgde begin mei 1945 een terugtrekking naar de Enns
Het I SS Pantserkorps "Leibstandarte" capituleerde op 8 mei 1945 zuidwestelijk van Linz aan Amerikaanse troepen.

## Bovenliggende bevelslagen
| Leger              | Legergroep           | Plaats/regio          | Begin                              | Eind                               |
| ------------------ | -------------------- | --------------------- | ---------------------------------- | ---------------------------------- |
| direct onder bevel | Heeresgruppe B       | Noord-Italië          | augustus 1943                      | december 1943                      |
| 14. Armee          | Heeresgruppe C       | Noord-Italië          | december 1943                      | december 1943                      |
| direct onder bevel | Heeresgruppe D       | Frankrijk             | januari 1944                       | december 1943                      |
| Panzergruppe West  | Heeresgruppe B       | Frankrijk             | januari 1944                       | 6 juni 1944                        |
| 7. Armee           | Heeresgruppe B       | Normandië             | 6 juni 1944                        | 29 juni 1944                       |
| Panzergruppe West  | Heeresgruppe B       | Normandië             | 30 juni 1944                       | begin augustus 1944                |
| 5. Panzerarmee     | Heeresgruppe B       | Normandië             | begin augustus 1944                | eind augustus/begin september 1944 |
| 7. Armee           | Heeresgruppe B       | Frankrijk, Eifel      | eind augustus/begin september 1944 |                                    |
| direct onder bevel | OB West              | Duitsland             |                                    | 10 oktober 1944                    |
| 7. Armee           | Heeersgruppe B       | Aken                  | 10 oktober 1944                    | 19 oktober 1944                    |
| direct onder bevel | OB West              | Westfalen             | 19 oktober 1944                    |                                    |
| 6. Panzerarmee     | Heeresgruppe B       | Ardennen              | 16 december 1944                   | januari 1945                       |
| 5. Panzerarmee     | Heeresgruppe B       | Ardennen              | januari 1945                       | januari 1945                       |
|                    | ??                   | Duitsland             | januari 1945                       | februari 1945                      |
| 8. Armee           | Heeresgruppe Süd     | Hongarije, Garam      | 17 februari 1945                   | 24 februari 1945                   |
| 6. Panzerarmee     | Heeresgruppe Süd     | Hongarije, Oostenrijk | 24 februari 1945                   | 30 april 1945                      |
| 6. Panzerarmee     | Heeresgruppe Ostmark | Oostenrijk            | 30 april 1945                      | 8 mei 1945                         |

## Commandanten

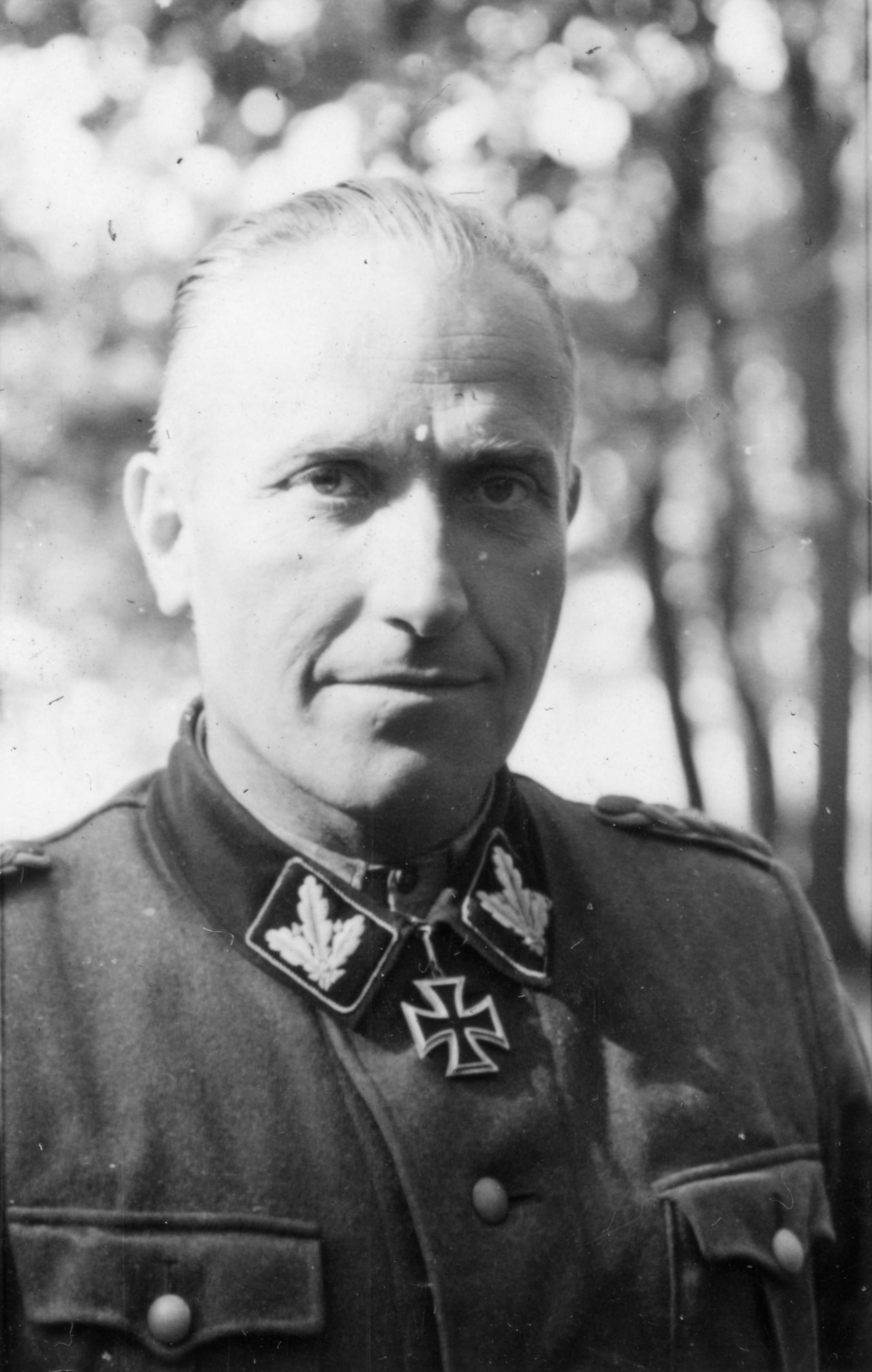
SS-Brigadeführer Hermann Priess

| Rang                    | Naam           | Begin            | Eind             |
| ----------------------- | -------------- | ---------------- | ---------------- |
| SS-Oberst-Gruppenführer | Josef Dietrich | 4 juli 1943      | 9 augustus 1944  |
| SS-Brigadeführer        | Fritz Kraemer  | 9 augustus 1944  | 16 augustus 1944 |
| SS-Obergruppenführer    | Georg Keppler  | 16 augustus 1944 | 30 oktober 1944  |
| SS-Gruppenführer        | Hermann Priess | 30 oktober 1944  | 8 mei 1945       |

## Samenstelling
- Artillerie-Kommandeure (Arko) Walter Staudinger (27 juli 1943 - 6 oktober 1944[1]),  Peter Hansen (1 oktober 1944/november 1944[2] - 5 februari 1945[2][3])

## Onderscheiding

### Ridderkruis van het IJzeren Kruis met Eikenloof, Zwaarden
- Michael Wittmann, SS-Obersturmführer, Chef 2. Kompanie, SS-Panzerabteilung 101, I. SS-Panzerkorps "Leibstandarte SS Adolf Hitler"[4][5]

### Ridderkruis van het IJzeren Kruis met Eikenloof, Zwaarden en Briljanten
- Josef Dietrich, SS-Oberst-Gruppenführer en Panzer-Generaloberst der Waffen-SS, Kommandierender General, I. SS-Panzerkorps "Leibstandarte SS Adolf Hitler"[6][7][8]